# Capulin
Capulin – jednostka osadnicza w Stanach Zjednoczonych, w stanie Kolorado, w hrabstwie Conejos.